# Рудники Токатеа
Рудники Токатеа — сукупність гірничодобувних майданчиків на Північному острові Нової Зеландії, що здійснювали розробку золоторудного тіла Токатеа.
Виявлене в 1860-х рудне тіло Токатеа має витягнуту форму — довжину 4,2 кілометра при ширині до 45 метрів. Така конфігурація призвела до виникнення цілього ряду копалень, тим більше що більшість ділянок зазначеного тіла мають понижений вміст цільового елементу. Розробка велась підземним способом на глибинах до 300 метрів.
Серед копалень відомі:
- з 1869-го та до початку 1880-х діяв рудник Токатеа. В 1895-му у Лондоні створили компанію Tokatea Gold Mining, що відновила розробку та вела її до 1908-го. Далі роботи продовжив новий власник, проте вони були завершені не пізніше 1914 року;
- рудник Нью-Токатеа, що з 1896-го став «Tokatea Consols» та згадується у джерелах до 1908 року;
- рудник Прайд-оф-Токатеа, заснований в 1871-му. Подальші відомості про його діяльність відносяться до кінця 1870-х — початку 1880-х, а в 1896-му його придбала English Company, що вела розробку до 1911-го;
- рудник створеної в 1888-му компанії West Tokatea, що був активний до 1902 року. В подальшому він зміг відновити роботу, що остаточно припинилась коли у 1912-му унаслідок обвалу загинув шахтар;
- копальня Голден-Токатеа, що діяла в 1895—1897 для компанії Swedish Croton;
- копальня Кей-фо-Токатеа, єдина згадка про яку відноситься до 1873-го;
- рудник Іст-Токатеа (також відомий як Тонгаріро), щодо якого є згадка в 1899-го;
- копальня Токатеа-Стар, єдина згадка про яку відноситься до 1896-го.

Загальний накопичений видобуток з рудного тіла Токатеа склав 2,7 тонн золота (плюс 1,2 тонни срібла).